# KS Fjallabyggðar
KS Fjallabyggðar ist ein isländischer Fußballverein. Der Klub aus Fjallabyggð, dessen Vorgängerverein mehrere Jahre in der Úrvalsdeild spielte, tritt derzeit in der zweitklassigen 2. deild karla an.

## Geschichte

### Leiftur
Der 1931 gegründete Klub stieg 1987 in die Úrvalsdeild auf, konnte jedoch die Klasse nicht halten. Nach einem siebten Platz 1989 musste die Mannschaft 1990 in die Drittklassigkeit absteigen. Dort gelang mit elf Siegen in 18 Spielen der direkte Wiederaufstieg und die Mannschaft konnte sich in der zweiten Liga im vorderen Bereich festsetzen. 1994 gelang die Rückkehr in die erste Liga, wo die Mannschaft bis 2000 spielte. In dieser Zeit gelang dreimal der dritte Platz in der Liga. Zudem zog die Mannschaft 1998 ins Pokalfinale ein, das zwar gegen Meister ÍBV Vestmannaeyjar mit 0:2 verlorenging, dennoch erreichte sie damit die Teilnahme am UEFA-Pokal 1999/2000. Dort scheiterte der Klub in der Qualifikationsrunde durch zwei Niederlagen am RSC Anderlecht.
Nach Ende der Zweitligaspielzeit legte der Klub seine Fußballmannschaft mit dem Fußballverein aus Dalvík zusammen und man trat fortan als Leiftur/Dalvík an. Auch mit gebündelten Kräften blieb der Erfolg aus und 2003 stieg die Mannschaft erneut in die dritte Liga ab. Zwei Jahre später schloss die Mannschaft auch dort die Spielzeit auf einem Abstiegsplatz ab. Daraufhin wurde die Spielgemeinschaft gelöst und Leiftur schloss sich mit dem Zweitligaabsteiger KS aus Siglufjörður zusammen.

### KS
Knattspyrnufélag Siglufjarðar spielte jahrelang unterklassig. Ende der 1990er Jahre konnte sich die Mannschaft in der Drittklassigkeit etablieren. 2000 gelang der Aufstieg in die Zweitklassigkeit, dem der direkte Wiederabstieg folgte. 2004 kehrte die Mannschaft erneut in die zweitklassige 1. deild auf, verpasste jedoch abermals den Klassenerhalt. Anschließend schloss sich KS mit Leiftur zusammen.

### KS/Leiftur
2007 belegte die zusammengelegte Mannschaft von KS/Leiftur, die den Platz in der dritten Liga von KS übernommen hatte, als Tabellendritter einen Aufstiegsplatz und kehrte somit in die zweite Liga zurück. Dort verpasste die Mannschaft mit nur einem Saisonsieg als abgeschlagener Tabellenletzter den Klassenerhalt.

### KS Fjallabyggðar
2007 folgte die Umbenennung in Knattspyrnufélag Fjallabyggðar (kurz: KS Fjallabyggðar oder auch einfach KF). Nachdem der Verein 2008 aus der zweiten Liga in die dritte abgestiegen war, schaffte er vier Jahre später als Zweitplatzierter wieder den Aufstieg in die 1. deild karla, die er jedoch als Absteiger erneut verlassen musste.

## Europapokalbilanz
| Saison    | Wettbewerb         | Runde         | Gegner          | Gesamt    | Hin        | Rück    |
| --------- | ------------------ | ------------- | --------------- | --------- | ---------- | ------- |
| 1997      | UEFA Intertoto Cup | Gruppenphase  | Hamburger SV    | 1:2       | 1:2 (H)    |         |
| 1997      | UEFA Intertoto Cup | Gruppenphase  | Odense BK       | 4:3       | 4:3 (A)    |         |
| 1997      | UEFA Intertoto Cup | Gruppenphase  | FBK Kaunas      | 2:3       | 2:3 (H)    |         |
| 1997      | UEFA Intertoto Cup | Gruppenphase  | Samsunspor      | 0:3       | 0:3 (A)    |         |
| 1998      | UEFA Intertoto Cup | 1. Runde      | Worskla Poltawa | 0:6       | 00:3 (H) 1 | 0:3 (A) |
| 1999/2000 | UEFA-Pokal         | Qualifikation | RSC Anderlecht  | 1:9       | 1:6 (A)    | 0:3 (H) |
| 2000      | UEFA Intertoto Cup | 1. Runde      | FC Luzern       | (a)6:6(a) | 2:2 (H)    | 4:4 (A) |
| 2000      | UEFA Intertoto Cup | 2. Runde      | CS Sedan        | 2:6       | 0:3 (A)    | 2:3 (H) |

Gesamtbilanz: 12 Spiele, 1 Sieg, 2 Unentschieden, 9 Niederlagen, 16:38 Tore (Tordifferenz −22)